# Ronnie James Dio
Ronnie James Dio (anglès: Ronald James Padavona)  (Portsmouth, 10 de juliol de 1942 - Houston, 16 de maig de 2010), nascut com a Ronaldo Giovanni Padavona, va ser un cantant estatunidenc que va assolir la fama i el reconeixement pel seu treball en grups com Elf, Rainbow, Black Sabbath i DIO.
La seva inconfusible tècnica, timbre i registre ha deixat que molts el considerin la veu més emblemàtica de la història del rock dur. Dins dels clàssics fonamentals de la seva discografia figuren Ritchie Blackmore's Rainbow (1975), Rising (1976) i Long Live Rock & Roll (1978) de la seva etapa a Rainbow; Heaven and Hell (1980), Mob Rules (1981) i Dehumanizer (1992), del seu període a Black Sabbath; i Holy Diver (1983) i The Last in Line (1984), al costat de la seva banda DIO, plaques que van marcar la pauta del heavy metal de la dècada de 1980.

## Biografia

### Primers anys de vida
Ronnie James Dio Padavona va néixer a Portsmouth, Nou Hampshire, de pares italoamericans Patrick i Anna de Cortland, Nova York. La seva família es va traslladar a Portsmouth des de Cortland com a part del servei del seu pare a l'exèrcit dels Estats Units durant la Segona Guerra Mundial, i hi van residir només durant un curt període abans de tornar a Cortland. Padavona va escoltar molta òpera durant la seva infància i va rebre influències vocals del tenor estatunidenc Mario Lanza. La seva primera formació musical formal va començar als 5 anys, aprenent a tocar la trompeta.
Va ser durant l'institut que Padavona va formar el seu primer grup de rock 'n' roll, The Vegas Kings, que més tard es diria Ronnie and the Rumblers i després Ronnie and the Red Caps. Tot i que Padavona va començar la seva carrera de rock 'n' roll tocant la trompeta, va afegir el cant a les seves habilitats i també va assumir tasques de baix per als grups.
Padavona es va graduar a l'institut Cortland el 1960. Suposadament li van oferir una beca per a la prestigiosa Juilliard School of Music, però no va acceptar l'oferta a causa del seu interès per la música rock. En comptes d'això, va estudiar farmacologia a la Universitat de Buffalo.
Allà va tocar la trompeta a la banda de concerts de la universitat; tanmateix, només va anar a la universitat del 1960 al 1961 i no es va graduar. Després es va matricular al Cortland State College, però també els va abandonar. En una entrevista del 2000, va declarar que s'havia especialitzat en història i que havia fet una menció en anglès.
Tot i ser conegut per la seva potent veu cantant, Padavona va afirmar que mai no havia rebut cap formació vocal. En canvi, va atribuir la seva capacitat de cant a l'ús de tècniques de respiració que va aprendre mentre tocava la trompeta.
Durant la dècada dels seixanta, la seva música va evolucionar del rock and roll dels 50 a un so amb més influències de The Beatles, però sempre amb un toc Rythm & Blues. Cap a finals de la dècada de 1960, la seva banda es converteix a The Elves nom que aviat canviaria simplement a Elf. No és difícil entendre per què: Ronnie era el més alt del grup, i això que ell amb prou feines arriba al metre seixanta d'estatura.

### Rainbow
El 1971, dos membres del llegendari grup anglès Deep Purple -la bateria Ian Paice i el baixista Roger Glover- van veure una actuació d'Elf i van quedar tan impressionats que els van oferir produir-los. Així, el 1972 la banda va treure el seu primer disc, anomenat simplement Elf, i després va acompanyar Deep Purple en una gira per Europa i Amèrica del Nord. Més tard, durant una gira que van realitzar com a teloners de Deep Purple, el guitarrista d'aquests últims, Ritchie Blackmore, va veure un gran potencial en aquest grup, i va decidir gravar un disc al marge de Deep Purple amb els membres d'Elf anomenat Ritchie Blackmore's Rainbow. Al principi aquest grup no va dur a terme gires ni concerts, però la primavera del 1975, tot just després d'enregistrar l'àlbum, Ritchie es va separar de Deep Purple i va decidir dedicar-se al complet a Rainbow, i llavors va reclutar definitivament Ronnie James Dio tot expulsant la resta de la banda. A part de Ritchie Blackmore's Rainbow (1975), Dio va gravar amb Rainbow Rising (1976), On Stage (1977) i Long Live Rock and Roll (1978), discos que van deixar un gran nombre d'himnes com Man on the Silver Mountain, Long Live Rock and Roll, Stargazer i Sixteen Century Greensleeves, entre d'altres. Després de l'enregistrament de Long Live Rock and Roll, Ronnie James Dio va deixar el grup, que més tard passaria a ser més comercial i americanitzat amb l'arribada de Graham Bonnet i, més tard, de Joe Lynn Turner, i deixaria de costat la imatge medieval que abundava als discs que van realitzar junts Blackmore i Dio.

### Etapa a Black Sabbath
Tot just en deixar Rainbow Ronnie James Dio va entrar com a vocalista en un dels més grans grups dels '70 i que havia definit a començaments d'aquella dècada els fonaments del que més tard es denominaria Heavy Metal. Aquest grup era Black Sabbath. Dio va reemplaçar un Ozzy Osbourne que va entrar en tractaments de desintoxicació per la seva afició a la beguda i altres substàncies. Al grup se li presentava la difícil tasca d'intentar continuar havent perdut a la bretxa al seu cantant original, no obstant això, Ronnie va infondre sang nova en un grup que va deixar de costat la seva imatge d'ocultista i de màgia negra per apropar-se més al Hard Rock dels 80. Amb Ronnie, Black Sabbath va gravar Heaven and Hell (1980), Mob Rules (1981), el directe Live Evil (1982) i Dehumanizer (1992), deixant grans temes com Children of the Sea , Die Young, Heaven and Hell...

### Carrera com a solista
Després de l'edició del disc en directe, Ronnie James Dio va abandonar definitivament Black Sabbath (on que tornaria fugaçment el 1992 per gravar Dehumanizer), per fundar el seu propi grup, anomenat Dio. Dio va debutar el 1983 amb Holy Diver, plàstic amb èxits com a Stand Up and Shout, Rainbow in the Dark, Don't Talk to Strangers, Holy Diver... A la portada es veia un dimoni llançant un clergue encadenat al mar. En aquesta imatge el dimoni té a una mà les famoses banyes que tant fa la gent en els concerts de Rock, ja que aquest és el seu origen.
Dio va seguir traient grans discs de Hard Rock i Heavy Metal durant els vuitanta: The Last in Line (1984), Sacred Heart (1985), Intermission (1986) i Dream Evil (1987). I els noranta: Lock up the Wolves (1990), Strange Highways (1994), Angry Machines (1996) i el directe Inferno - Last in Live (1998).

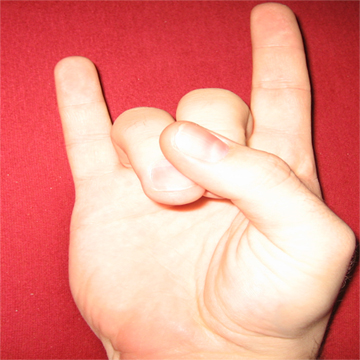
Aquest símbol de heavy metal tan famós va començar amb Dio.

Els seus últims discs d'estudi han estat el conceptual Magica (2000), Killing the Dragon (2002) i Master of the Moon (2004). Durant la seva última gira va gravar el directe Holy Diver Live (2006). Des de finals dels 70 ha estat ell qui ha popularitzat el popular signe de Heavy Metal, la mà traient banyes.

### Últims anys
Ronnie James Dio, malgrat tenir més de 65 anys, va continuar gravant discs, realitzant gires i concerts fins poc abans de la seva mort, tornant a ser el cantant de Black Sabbath (canviant el seu nom a Heaven and Hell per evitar problemes legals) i amb una gira mundial per al 2007/2008 on varen passar per Europa, Àsia, EUA i Amèrica del Sud. En el 2006 va tenir una participació a la pel·lícula Tenacious D: The Pick of Destiny (Tenacious D i la pua del destí) de Jack Black.
Durant l'any 2010 va haver de cancel·lar la gira prevista degut als problemes de salut que malauradament acabarien amb el seu decés el 16 de maig de 2010.

## Llegat i cultura popular

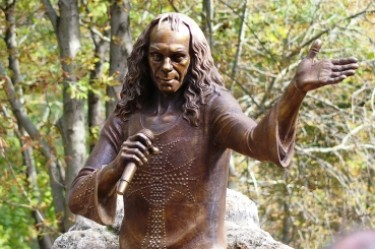
Un monument d'homenatge de Dio a Kavarna, Bulgària

La carrera de Dio va durar més de 50 anys. Durant aquest període, i particularment al segle xxi, va rebre diverses distincions i premis. Va ser inclòs al Saló de la Fama de la ciutat de Cortland el 2004 i allà hi ha un carrer que porta el seu nom, anomenat Dio Way.
La revista Classic Rock  va atorgar a Dio el premi Metal Guru a la seva cerimònia anual de lliurament de premis Roll of Honour del 2006. El 17 de gener de 2007, Dio va ser inclòs al Passeig de la Fama del Rock del Guitar Center a Hollywood. Dio va ser nomenat Millor cantant de metal als premis Revolver Golden Gods de l'abril de 2010 pel seu treball a The Devil You Know, convertint-se en el receptor més gran d'aquest premi, amb 67 anys. Va acceptar el premi en persona en el que havia de ser la seva última aparició pública, només un mes abans de la seva mort.
L'escenari principal del Bloodstock Open Air també porta el seu nom en homenatge després que Heaven & Hell es retirés després de la seva mort. A més, l'escenari principal del festival Masters of Rock porta el seu nom des de l'estiu del 2010. S'ha inaugurat un monument a Dio a Kavarna, Bulgària. A Mèxic, el festival de metall més gran es va anomenar Infern i Cel en honor de Dio; l'organització diu que el festival es va anomenar així perquè havien treballat amb Dio, referint-se a ell com el millor cantant i persona amb qui hem treballat mai, una persona realment humil.
La revista Rolling Stone va elogiar Dio amb aquestes paraules: «No van ser només les seves poderoses gaites el que el va convertir en Ronnie James Dio, sinó el seu fervor moral... el que sempre destacava va ser la compassió furiosa de Dio pels nens del rock & roll perduts del seu públic. Dio mai va fingir ser un dels nens; cantava com un adult assegurant-nos que no estàvem sols en el nostre patiment, i que algun dia fins i tot podríem estar orgullosos de conquerir-lo». El 2023, Rolling Stone va classificar Dio en el número 165 de la seva llista dels 200 millors cantants de tots els temps.
El 10 de juliol de 2011, paral·lelament a l'aniversari de Dio, la seva ciutat natal de Cortland, Nova York, va organitzar un esdeveniment d'un dia amb moltes bandes i talents locals del centre de Nova York en benefici de la fundació Stand Up and Shout Cancer per a la investigació del càncer i el concert en memòria de Dio. Part dels beneficis de l'esdeveniment es van destinar a finançar una beca musical commemorativa per a l'institut local que porta el seu nom.
El 31 de març de 2014 es va publicar l'àlbum d'homenatge a  Ronnie James Dio This Is Your Life. Va ser organitzat i produït per Wendy Gaxiola, i els beneficis de l'àlbum es van destinar al fons contra el càncer Ronnie James Dio Stand Up and Shout.
El 6 d'agost de 2016, un holograma de la cantant, creat per Eyellusion, va fer el seu debut en directe al Wacken Open Air Festival. Es va crear un segon holograma per a una gira mundial posterior, que va començar el 6 de desembre de 2017 a Bochum, Alemanya.
El 18 de gener de 2017, Dio va ser inclòs al Saló de la Història del Heavy Metal.
«Suposo que si he deixat algun tipus de llegat», va comentar Dio el 1987, «ha estat Heaven and Hell i molt de Rainbow Rising».
El principal dolent de  JoJo's Bizarre Adventure, Dio Brando, rep el seu nom d'una combinació dels cognoms Dio i Marlon Brando.
A la quarta temporada de la sèrie de televisió  Stranger Things, el personatge Eddie Munson porta una armilla texana que inclou un gran panell posterior de l'obra d'art de la portada de The Last in Line de Dio.

## Discografia

### Amb Elf
- Elf (1972)
- Carolina County Ball (1974)
- Trying to Burn the Sun (1975)
- The Gargantuan (1978) Compilació
- The Elf Albums (1991)

### Amb Rainbow
- Ritchie Blackmore's Rainbow (1975)
- Rising (1976)
- On Stage (1977)
- Long Live Rock 'n' Roll (1978)
- Live In Germany '76 (1990)

### Amb Black Sabbath
- Heaven and Hell (1980)
- Mob Rules (1981)
- Live Evil (1982)
- Dehumanizer (1992)
- Under Wheels of Confusion (1996)
- The Sabbath Stones (1996) Senzill
- Black Sabbath: The Dio Years (2007)
- Black Sabbath: Live at Hammersmith Odeon (2007)

### Amb Dio
- Holy Diver (1983)
- The Last in Line (1984)
- Sacred Heart (1985)
- Intermission (1986)
- Dream Evil (1987)
- Lock up the Wolves (1990)
- Diamonds – The Best of Dio (1992)
- Strange Highways (1994)
- Angry Machines (1996)
- Anthology (1997)
- Inferno - Last in Live (1998)
- Magica (2000)
- Anthology, Vol. 2 (2001)
- Killing the Dragon (2002)
- Stand Up and Shout: the Dio Anthology (Elf, Rainbow, Black Sabbath i Dio) (2003)
- Master of the Moon (2004)
- Evil or Divine - Live In New York City - En directe des de la ciutat de Nova York (2005)
- Holy Diver Live (2006)

## Videografia
- Sacred Heart (DVD) (1986)
- Evil or Divine - Live In New York City (DVD) (2003)
- We Rock (DVD) (2005)
- Holy Diver Live (DVD) (2006)